# Juan Fernández Lobbe
Juan Martín Fernández Lobbe (Buenos Aires, 19 de noviembre de 1981) es un exjugador argentino de rugby que se desempeñó como ala u octavo.

## Carrera
Desde 2009 jugó en el Toulon del Top 14 francés después de haber jugado para Sale Sharks en la Guinness Premiership de Inglaterra. Anteriormente, jugó para Liceo Naval, club del cual surgió.
Hizo su debut con el Sale Sharks en 2004 en un partido contra los Tigres de Leicester. Su temporada de debut con los Sharks fue en el 2006-07 Guinness Premiership, después de afianzarse en el equipo, fue capitán. Hizo su debut internacional con Argentina en 2004 en un partido contra Uruguay. Formó parte del equipo de los Pumas que derrotó a Gales de visitante en una serie de dos partidos, anotando un try en el segundo encuentro.
Jugó de titular en el plantel que derrotó a Inglaterra en el Twickenham Stadium en noviembre de 2006, así como también disputó los enfrentamientos de ida y vuelta en las victorias sobre Irlanda al año siguiente. Fue una parte esencial del equipo de Los Pumas en su histórico papel en el Mundial de Francia 2007. Jugó en todos los partidos en el camino a la semifinal, en la que Los Pumas fueron derrotados por el equipo que posteriormente saldría campeón, Sudáfrica. Sin embargo, una semana después vencieron nuevamente a Francia, asegurándose la medalla de bronce.
Juan Martín jugó por primera vez en su país en noviembre de 2008, en un partido que quedó en manos de Irlanda. Sin embargo, con Fernández Lobbe como capitán por ausencia de Felipe Contepomi, vencieron a Inglaterra.
Fue parte del equipo que disputó del Mundial de Nueva Zelanda 2011 en donde Argentina empezaría el mundial cayendo ante Inglaterra 9-13 pero ganaría sus otros tres partidos de grupo ante Rumania, Escocia (en una victoria agónica por 13-12) y Georgia para clasificar a cuartos donde enfrentaría a los eventuales campeones del mundo, los All Blacks; en un partido memorable Los Pumas serían derrotados 10-33.
Disputó el Rugby Championship, torneo que jugó hasta 2015.
Fue capitán de la Selección durante el Rugby Championship de 2012 y 2013.
En 2015, fue parte de la Selección que finalizó en el cuarto puesto en el Mundial de Inglaterra.
En 2018 se retiró del rugby profesional.
En 2020 recibió el Diploma al Mérito de los Premios Konex como uno de los 5 mejores jugadores de rugby de la última década en Argentina.

## Vida personal
Juan está casado con Ana y tiene tres hijos, Felipe, Jaime y Fátima. Tiene cuatro hermanos.